# روجر شيلدون
روجر أ. شيلدون (بالهولندية: Roger Sheldon)‏ هو كيميائي وأستاذ جامعي هولندي، ولد في 24 يونيو 1942 في نوتنغهام في المملكة المتحدة.